# Wereldtentoonstelling van 1930 (Luik)

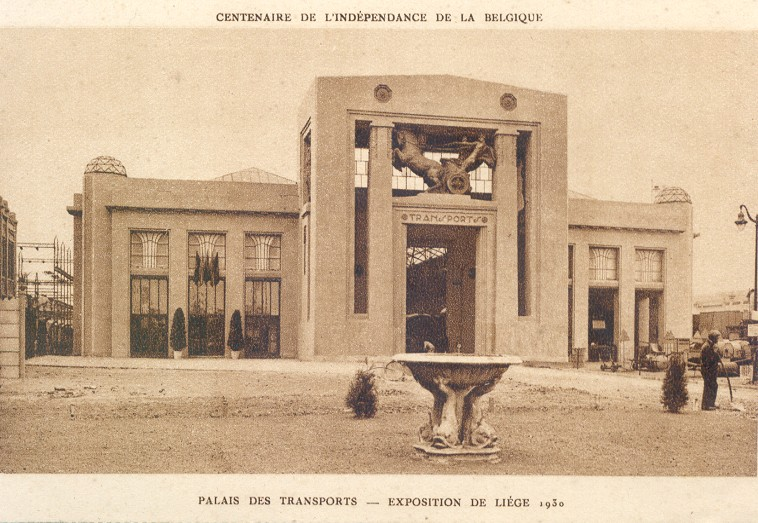
Palais des transports

De Wereldtentoonstelling van 1930 te Luik (Exposition internationale de la grande industrie, sciences et applications, art wallon ancien) was de wereldtentoonstelling die te Luik werd gehouden van 3 mei tot 3 november 1930.

## Geschiedenis
De tentoonstelling richtte zich op de industriële groei van België van 1830 tot 1930, terwijl de Wereldtentoonstelling van 1930 te Antwerpen zich in de maritieme en koloniale thema's verdiepte. Deze tentoonstellingen waren het gevolg van een compromis in 1926. België had in 1914 de organisatie van een wereldtentoonstelling op zich genomen maar nog geen plaats bepaald. De Eerste Wereldoorlog verstoorde de voorbereidingen en na de Olympische Spelen in Antwerpen moest de knoop alsnog worden doorgehakt. Na vele debatten besloot de regering in 1926 om de Universele tentoonstelling in 1935 in Brussel te organiseren en Antwerpen en Luik een dubbeltentoonstelling te gunnen waarbij de thema's over de twee locaties verdeeld moesten worden. Deze laatste twee zijn echter niet als wereldtentoonstelling erkend door het Bureau International des Expositions.
Men greep de tentoonstelling ook aan om de indijkwerken van de Maas af te werken die door de Eerste Wereldoorlog werden stilgelegd. Tevens werd de Pont-barrage de Monsin ingehuldigd die de oude gesneuvelde moest vervangen. Voor de Luikse infrastructuur was het een meerwaarde want ook de luchthaven en het Albertkanaal werden aangelegd. Men gebruikte zowel Parc de la Boverie (een restant van de Wereldtentoonstelling van 1905) als Droixhe afgestaan door Bressoux als tentoonstellingsplaats.

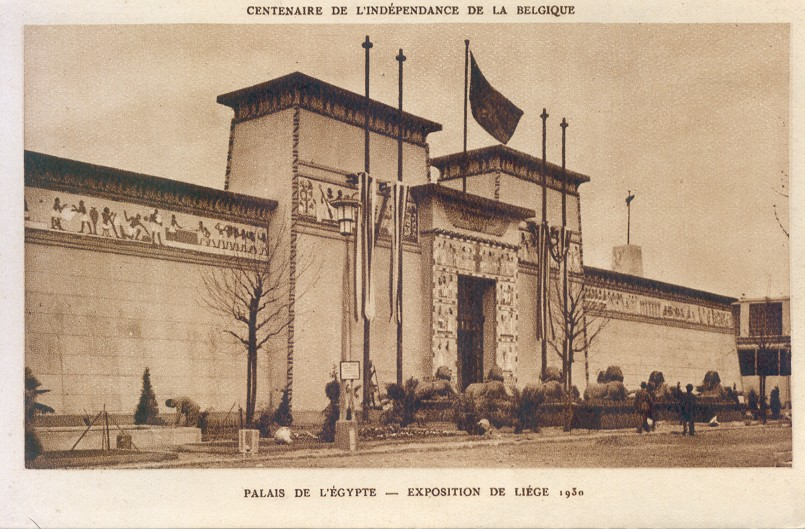
Palais de l'Egypte

## Restanten
- Albertkanaal
- Pont-barrage de Monsin
- Pont Atlas
- Luchthaven van Bierset